# Tuira (Oulu)
Tuira (en français : Tuiran kaupunginosa) est un  quartier du district de Tuira de la ville d'Oulu en Finlande.

## Description
Le quartier de Tuira est situé sur la rive nord de l'estuaire du fleuve Oulujoki.
Le quartier compte 6 953 habitants (31.12.2018).
Tuira est traversé d'est en ouest par la rue Valtatie et du Sud au Nord par la Kemintie.

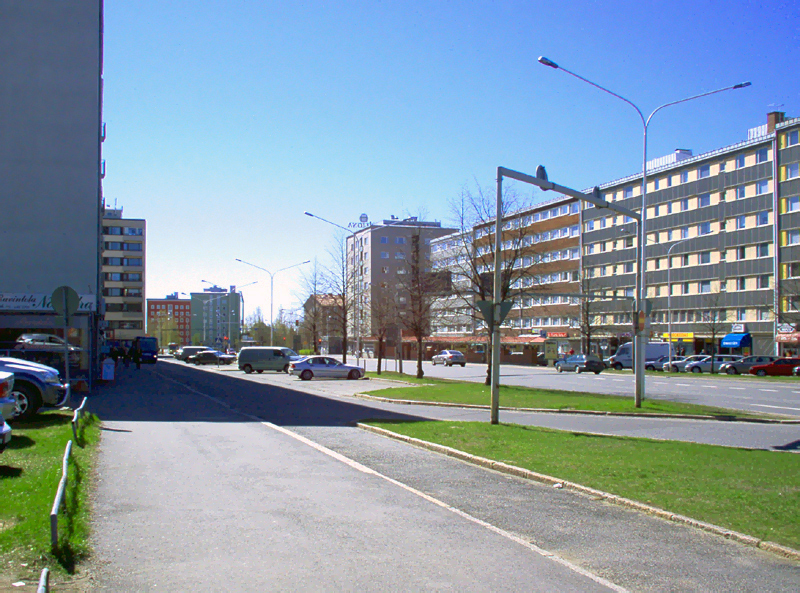
Rue Merikoskenkatu.
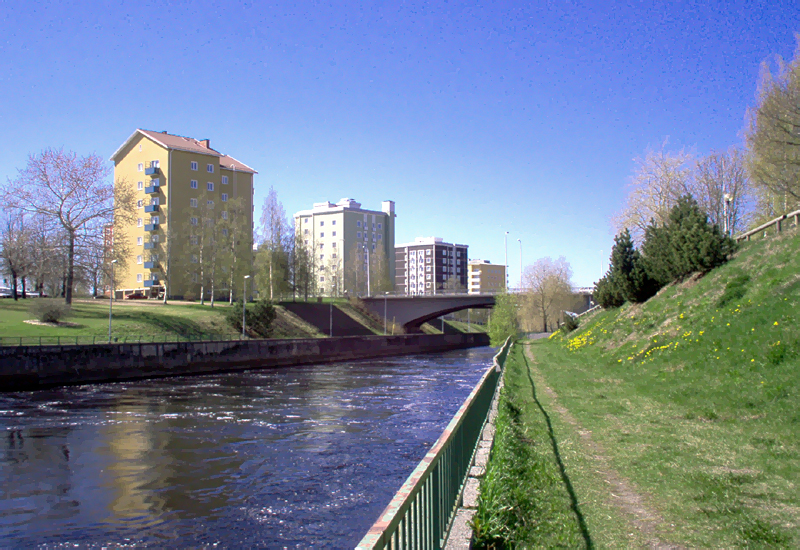
Alakanava et maisons de Toivoniemi.
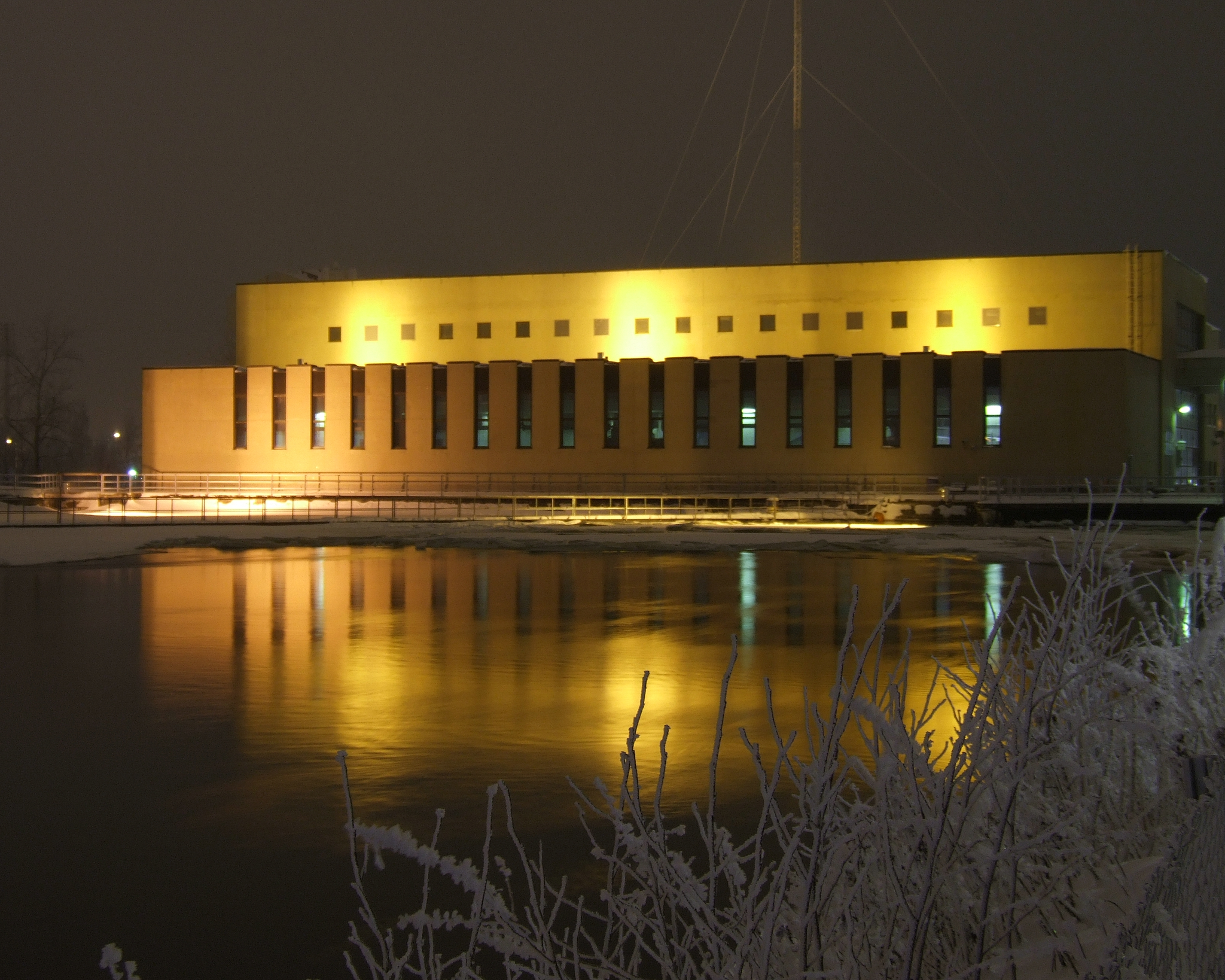
Merikosken voimalaitos
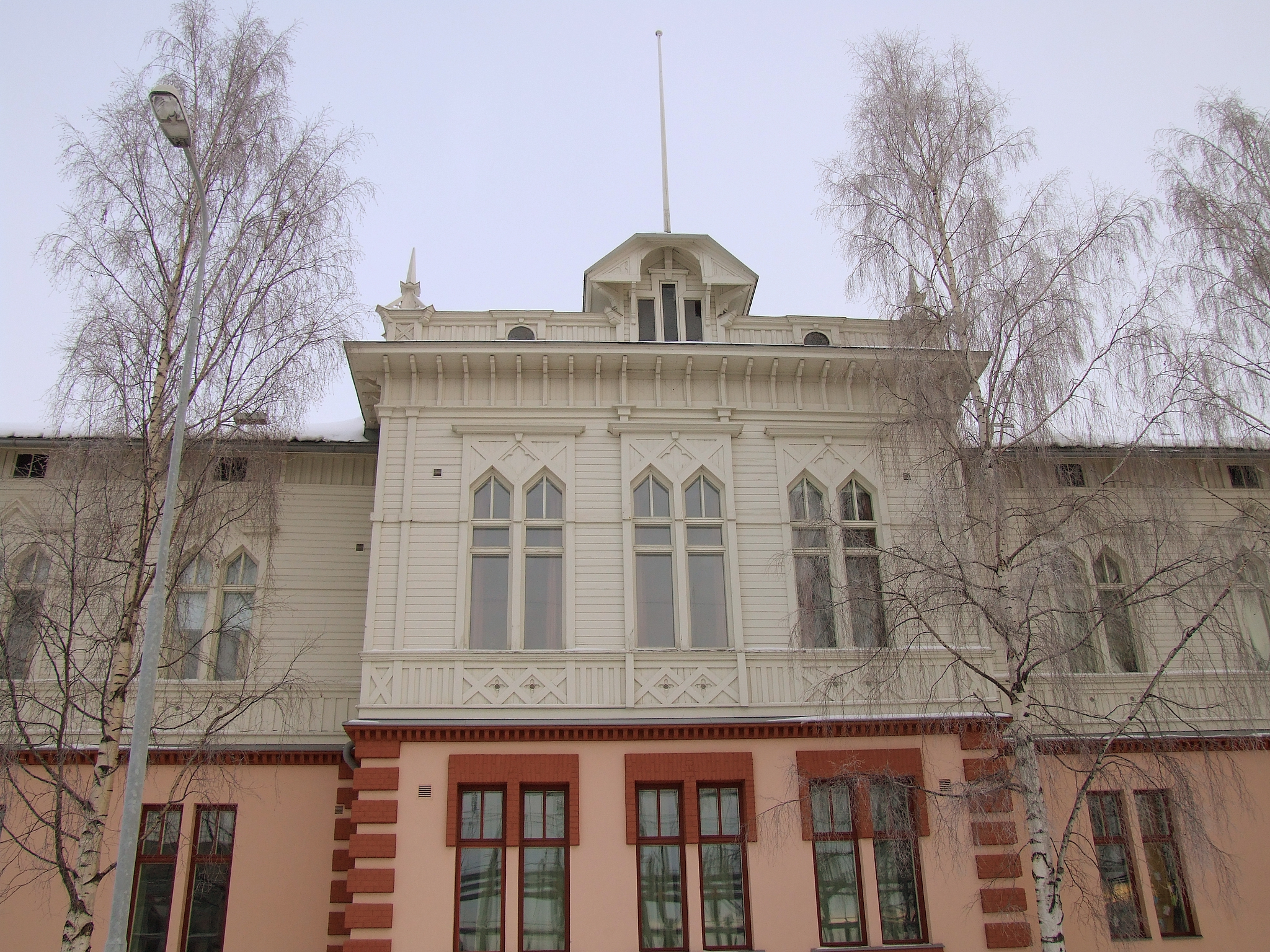
École de Tuira.
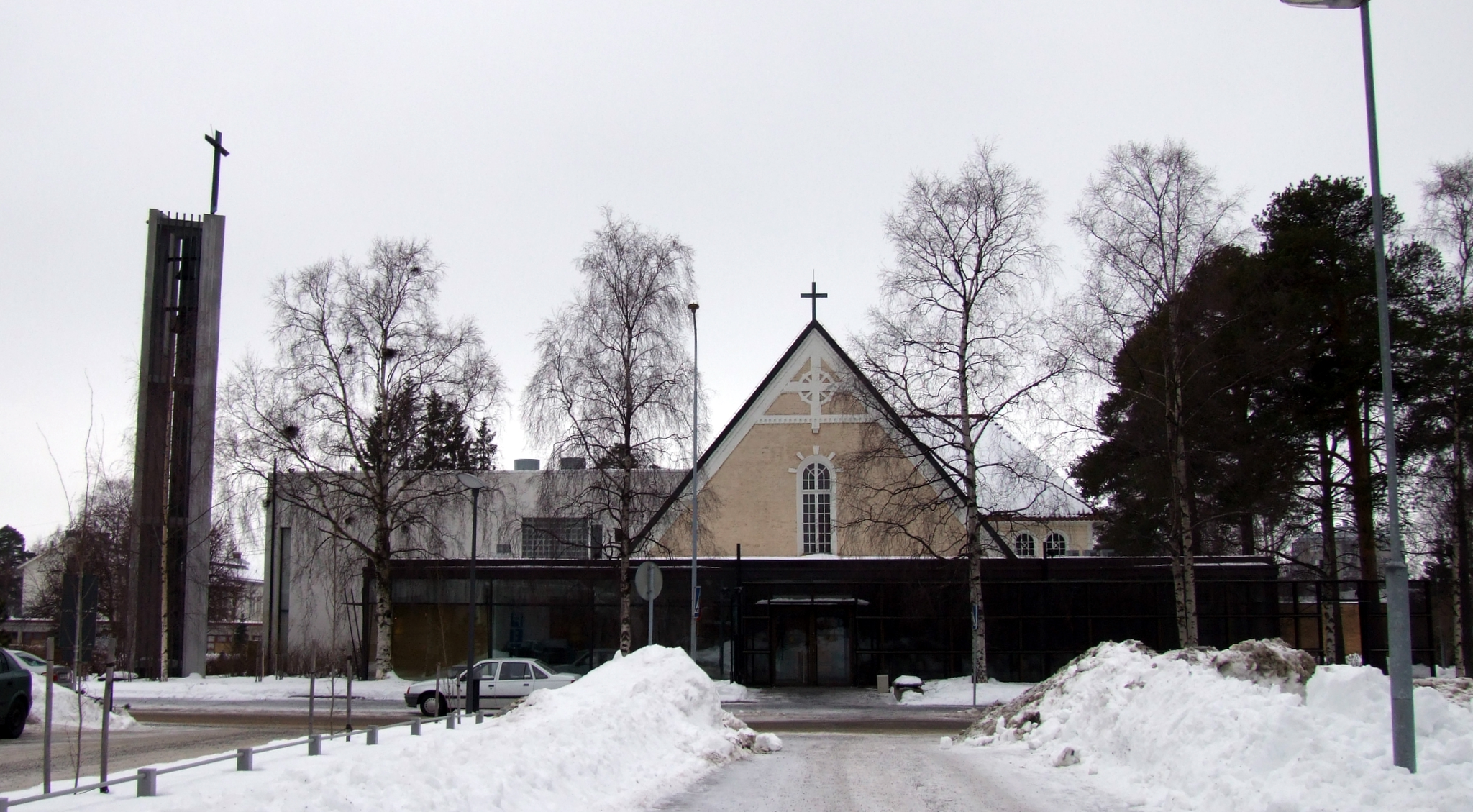
Église de Tuira
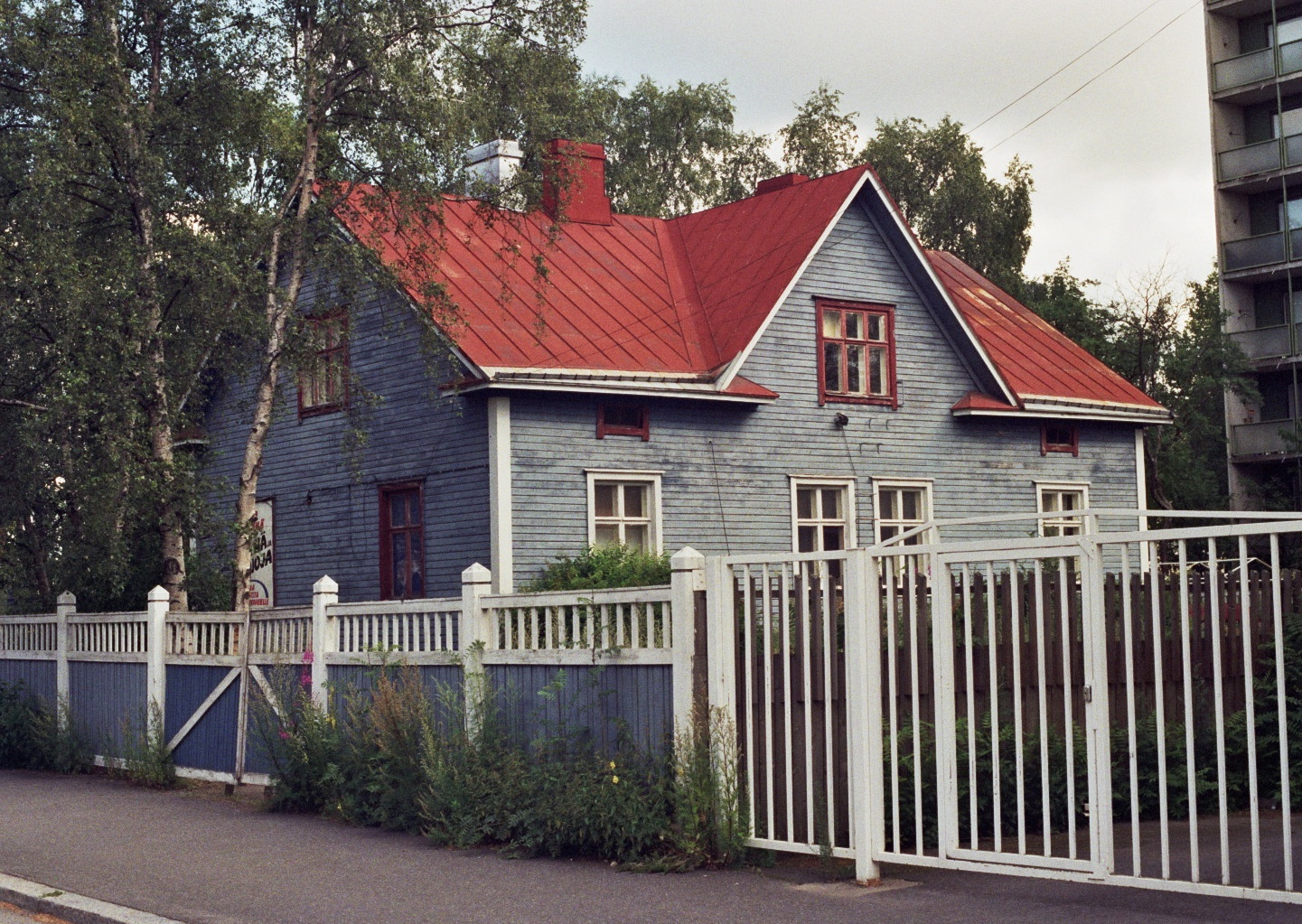
La maison bleue.
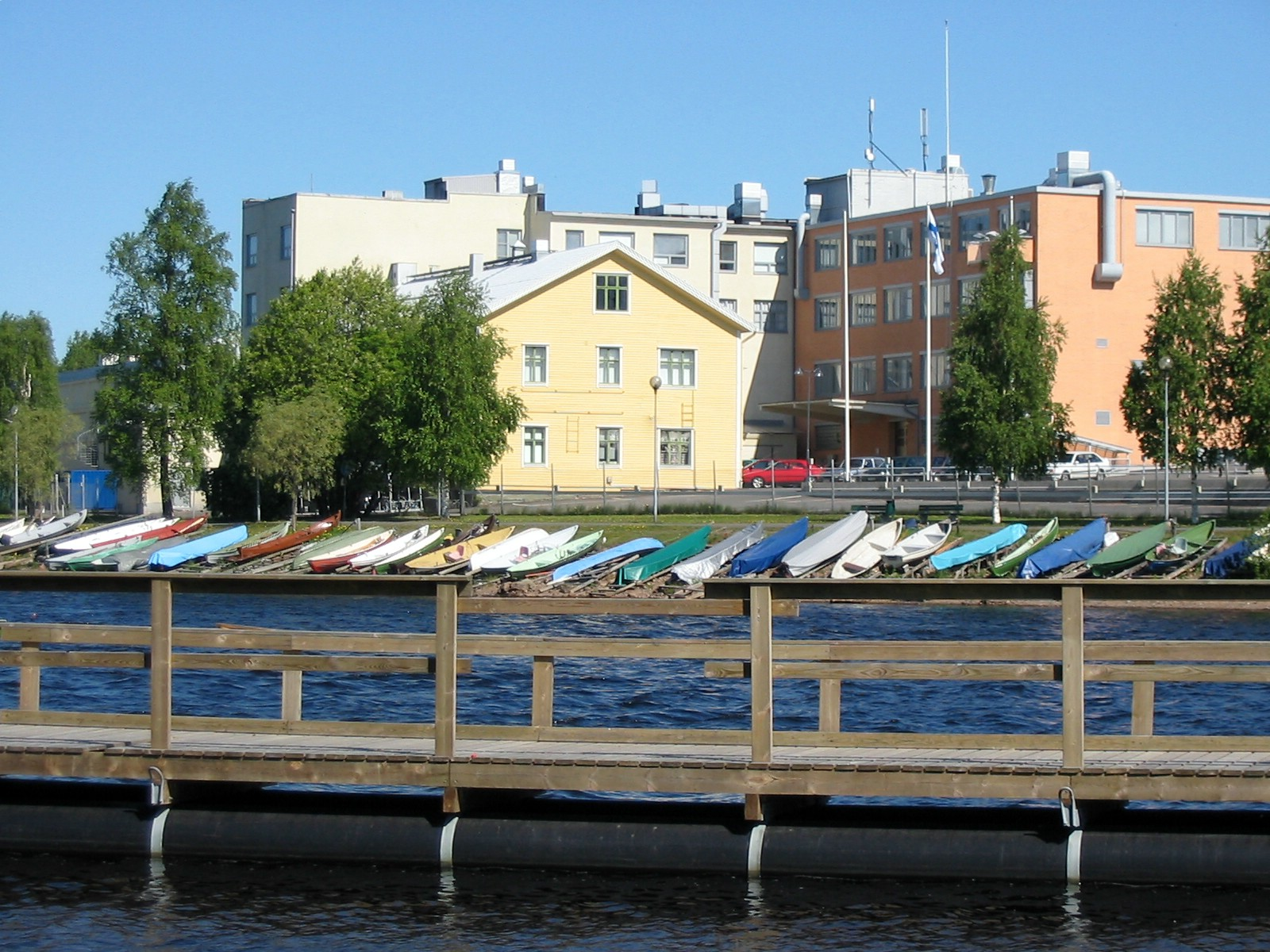
Plage de Merijali.
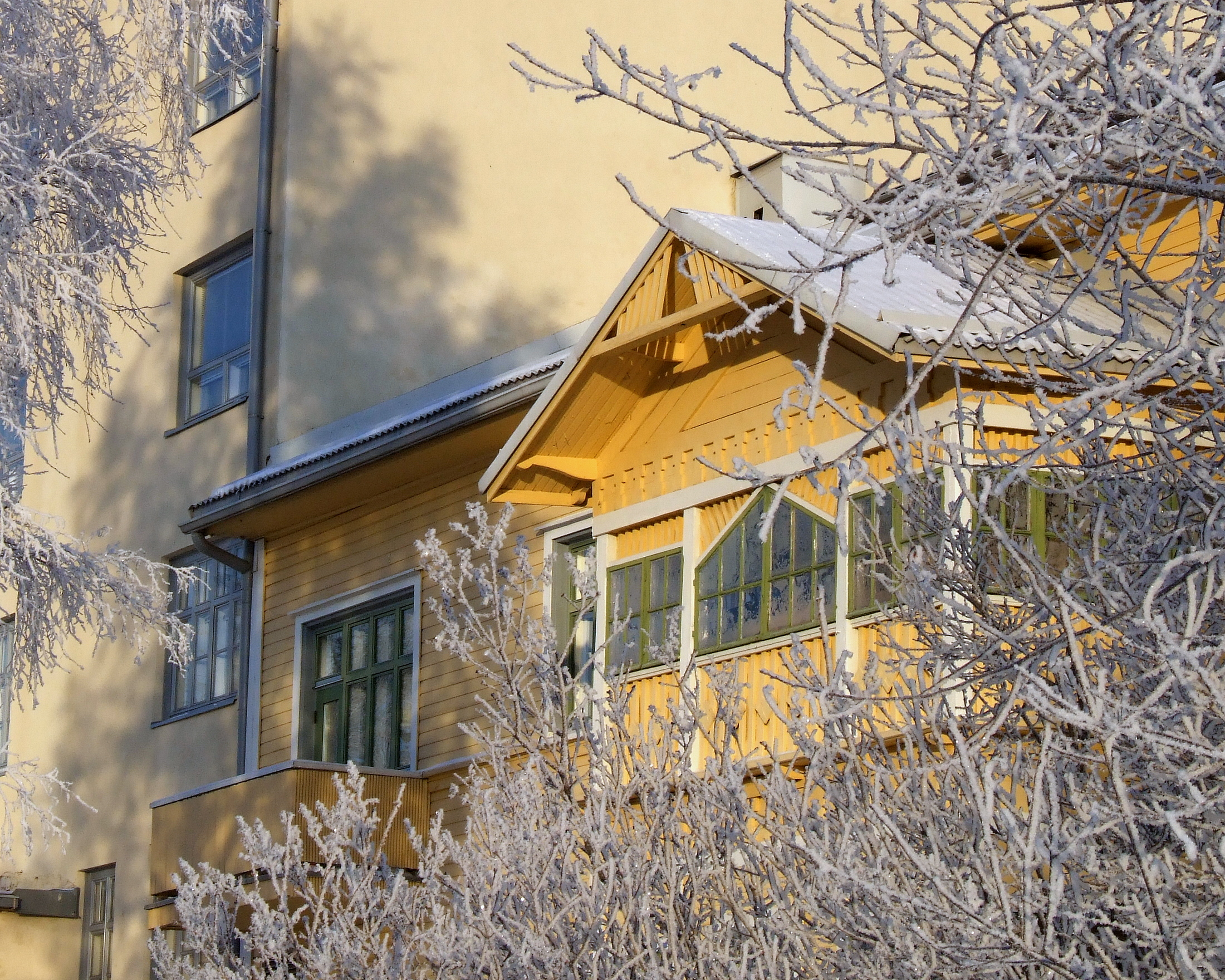
Bâtiments de Merijali.